# Thuit-Hébert
Thuit-Hébert era una comuna francesa situada en el departamento de Eure, de la región de Normandía, que el 1 de enero de 2016 pasó a ser una comuna delegada de la comuna nueva de Grand-Bourgtheroulde al fusionarse con las comunas de Bosc-Bénard-Commin y Bourgtheroulde-Infreville.

## Demografía
| Gráfica de evolución demográfica de Thuit-Hébert entre 1800 y 2013 |
|                                                                    |

Los datos demográficos contemplados en este gráfico de la comuna de Thuit-Hébert se han cogido de 1800 a 1999 de la página francesa EHESS/Cassini, y los demás datos de la página del INSEE.